# Bébé's Kids (videogioco)
Bebe's Kids è un videogioco orientato all'azione per Super Nintendo Entertainment System blandamente ispirato al film omonimo. Il videogioco, sviluppato dalla Radical Entertainment, è stato pubblicato dalla Paramount Interactive e dalla Motown Games esclusivamente in America. Nintendo Power valutò il titolo con un 2.475 su 5 (49.5%) sul numero di gennaio della propria rivista.

## Modalità di gioco
Imitando il sistema di gioco di Streets of Rage e Golden Axe, il giocatore può decidere di controllare un protagonista femminile, LaShawn, o uno maschile, Kahlil, durante la devastazione di un parco giochi ispirato a Disneyland. Il giocatore deve evitare le guardie, le mascotte disgustose e i pirati, ovvero i dipendenti del parco giochi. Altri scenari sono la casa infestata, una nave pirata e le segrete.
Entrambi i personaggi dispongono di tecniche differenti. I nemici sono estremamente resistenti e la difficoltà è inadatta ai bambini, coloro a cui il gioco è mirato. Il limite di tempo rende il gioco adatto solo ai professionisti del genere.

## Grafica e colonna sonora
Le lattine di bevande ispirate alla Coca-Cola sembrano oggetti afferrabili, ma in realtà sono parte dello sfondo, anche se appaiono sullo stesso livello sprite dei personaggi e nemici. I livelli di sprite sono tre: lo sfondo, lo strato d'azione e il primo piano. La colonna sonora ha come tema principale l'hip hop.